# 언어 교수법
언어 교수법이란 제2언어 학습자에게 목표 언어를 교수하는 방법을 말한다. 대표적인 것에는 다음과 같은 것들이 있다.
- 청각 구두식 교수법 - 행동주의 이론
- 자연적 접근법 - 입력 가설
- 의사소통적 접근법 - 기능주의 언어학
- 과제 중심 교수법 - 형태 초점 교수 이론
- 문법 번역식 교수법

## 같이 보기
- 문법 교수